# Вадыб
Вадыб  — деревня в Сысольском районе Республики Коми в составе сельского поселения Куниб.

## География
Расположена на левобережье Сысолы на расстоянии примерно 9 км по прямой от районного центра села Визинга на восток.

## История
Известна с 1586 года как деревня с 2 дворами. Первопоселенцы были Семён и Дмитрий Чумановы. В 1646 в деревне было 8 дворов, 22 человека мужского пола. В 1678 — 10 дворов, 39 мужчин. В 1859 в деревне было 33 двора и 293 человека, в 1926 — 118 и 433, в 1959 — 177 человек, коми, в 1970 125 человек, в 1989 — 32. Имеется часовня Николая Чудотворца.

## Население
Постоянное население составляло 18 человек (коми 100 %) в 2002 году, 12 — в 2010.